# Eucryptite
L’eucryptite est un minéral appartenant à la famille des silicates. Sa formule chimique est LiAlSiO4.
L'eucryptite existe en deux polymorphes :
- α-eucryptite, nésosilicate à structure phénacite, trigonal à réseau rhomboédrique, groupe d'espace {\displaystyle R{\bar {3}}}. La structure consiste en un réseau tridimensionnel de tétraèdres occupés de façon ordonnée par les trois cations, lithium, aluminium et silicium ; dans la classification de Zoltai l'α-eucryptite est un tectosilicate.
- β-eucryptite, feldspathoïde dont la structure est dérivée de celle du quartz, le lithium entrant dans les cavités formées par les anneaux de tétraèdres de silicium. Elle se trouve dans les pegmatites, associée à la tourmaline, la spodumène et les feldspaths alcalins. Importante source de lithium à Bikita au Zimbabwe.

Son importance technologique vient de la dilatation très limitée, qui la rend intéressante comme céramique, et de sa conductivité ionique due au lithium, qui la rend utilisable comme électrolyte solide dans les batteries au lithium.